# نماد (فیلم)
«نماد» (انگلیسی: Symbol) یک فیلم ژاپنی به کارگردانی هیتوشی ماتسوموتو محصول سال ۲۰۰۹ است. فیلم در ژاپن با واکنشهای منفی روبرو شد اما در غرب کمابیش مورد استقبال قرار گرفت.